# Девід Стюарт
Девід А́ллан Стю́арт (англ. David Allan Stewart), відоміший як Дейв Стю́арт (англ. Dave Stewart); нар. 9 вересня 1952) — англійський музикант і музичний продюсер, у 1981—2005 разом з Енні Леннокс виступав в дуеті «Eurythmics».
Студійні альбоми (окрім «Eurythmics»):
- «Greetings from the Gutter» (1994)
- «SlyFi» (1998)
- «The Dave Stewart Songbook» (2008)